# Dudowa Studnia
Dudowa Studnia (Kominiarska Studnia) – jaskinia w Dolinie Dudowej w Tatrach Zachodnich. Ma trzy otwory wejściowe położone w Dudowych Spadach w masywie Kominiarskiego Wierchu, w pobliżu jaskini Schronisko Dudowe Górne,  na wysokościach 1470, 1485 i 1488 metrów n.p.m. Długość jaskini wynosi 80 metrów, a jej deniwelacja 35 metrów.

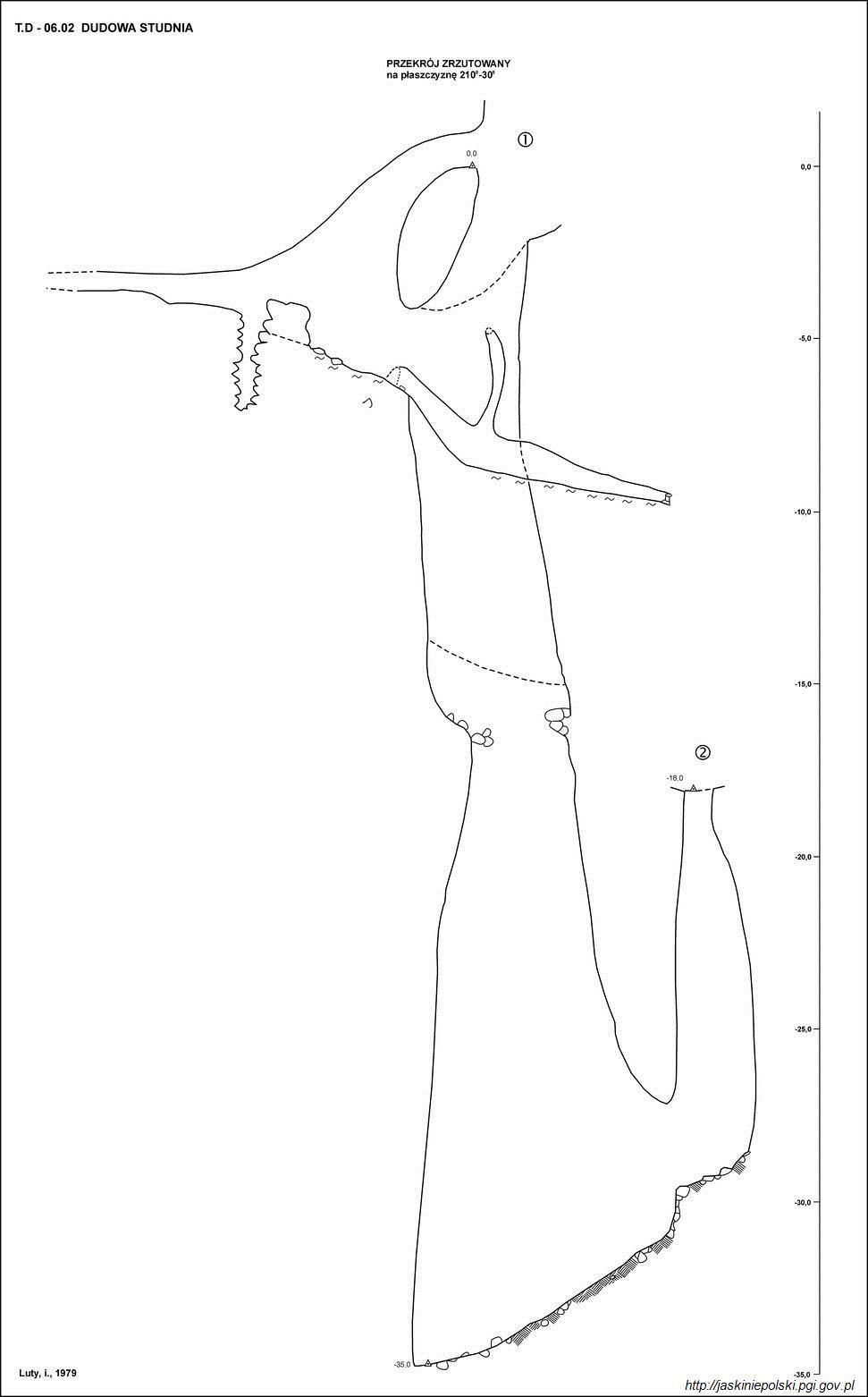
Przekrój jaskini

## Opis jaskini
Jaskinię wyróżnia stromy układ korytarzy. Główną częścią jaskini jest 32-metrowa studnia.
Tylko środkowy otwór prowadzi bezpośrednio z powierzchni do studni. 
Aby dostać się do niej z górnego otworu trzeba przejść parę metrów korytarzykiem opadającym stromo w dół, a następnie zjechać 6 metrów do poziomego korytarza, który na lewo łączy się ze studnią. Odchodzi stąd też krótki boczny ciąg. Na prawo korytarz prowadzi do ciasnej studzienki i kończy się szczeliną.
Z dna głównej studni można przez prożek z want dostać się sąsiedniej studni (11 metrów głębokości). Stąd odchodzi ciąg do dolnego otworu jaskini.

## Przyroda
W studni brak jest nacieków. Drobne nacieki grzybkowe występują jedynie w korytarzach.
Na dnie jaskini prawie przez cały rok zalega płat śniegu i lodu, zamykając często przejście między studniami.

## Historia odkryć

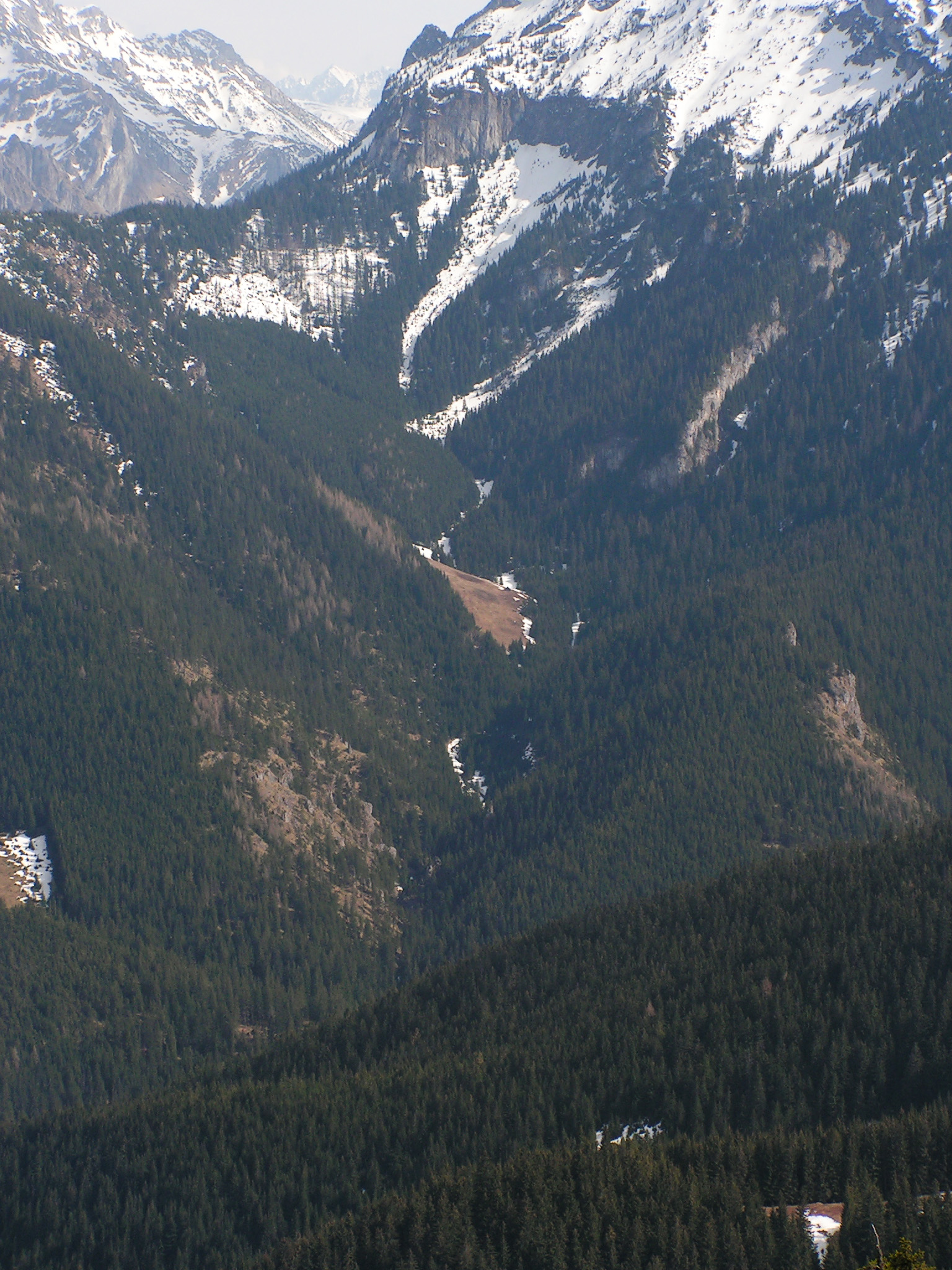
Dolina Dudowa. W głębi urwiska Dudowych Spadów

Otwór jaskini został odkryty latem 1957 roku przez M. Nowicką (Kropiwnicką) i A. Kropiwnickiego. Pierwsze zwiedzanie miało miejsce w 1962 roku za sprawą grotołazów ze Speleoklubu Warszawskiego. Boczne korytarzyki odkryli I. Luty i L. Młynarski w lipcu 1979 roku.